# Denis Gaultier

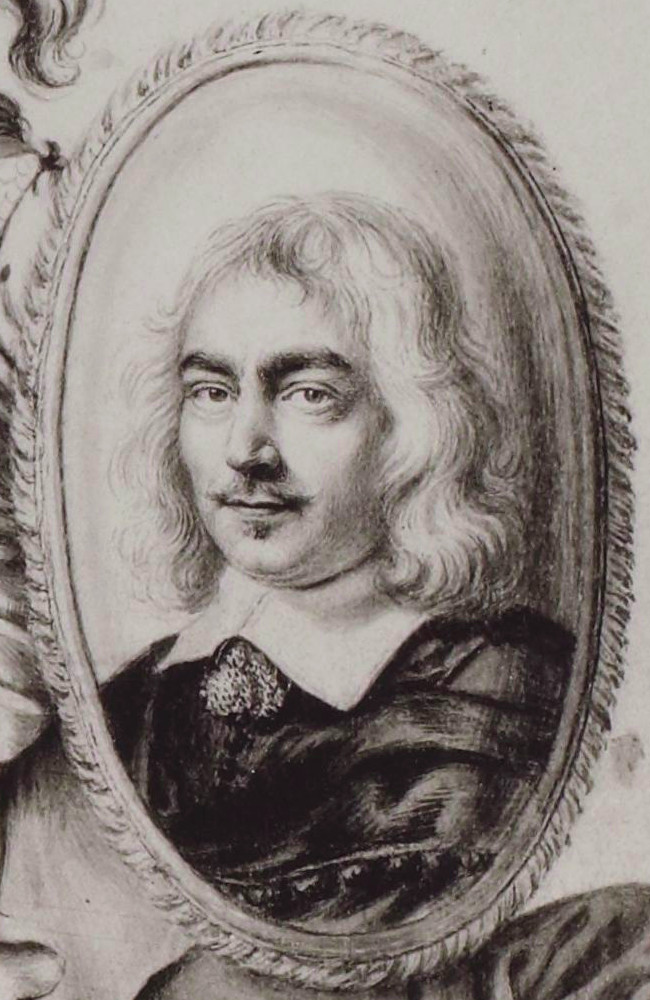
Denis Gaultier

Denis Gaultier (auch Gaultier le Jeune, Gaultier de Paris; * 1597 oder 1603 (Geburtsort unbekannt, möglicherweise Marseille); † Januar 1672 in Paris) war ein französischer Lautenist und Komponist.

## Leben und Werk
1626 ist er erstmals in Paris nachzuweisen. Er studierte Komposition beim Organisten Charles Racquet und wirkte in Paris als gefragter Virtuose und Komponist bis zu seinem Ableben. Er war nicht am Hof angestellt, spielte jedoch 1656 in Anwesenheit der schwedischen Königin Christina, 1666 an einem Konzert zu Ehren der Gemahlin Ludwigs XIII und 1671 vor dem König in Saint-Germain.
Die Musik von Denis Gaultier ist in zwei Drucken überliefert:
- Pièces de luth sur trois différens modes nouveaux (1669) (Alle Kompositionen von Denis Gaultier)
- Livre de tablature ... de Mr. Gaultier Sr. de Nève et de Mr. Gaultier son cousin (posthum 1672 von der Witwe und M. de Montarcis fertiggestellt)

Der Titel des zweiten Drucks spricht das Problem der Zuschreibung der Werke der beiden Gaultiers an: Für einige der Werke machen die verschiedenen Handschriften Zuschreibungen an beide Gaultiers (Gaultiuer le Jeune & Gaultier de Paris = normalerweise Denis Gaultier; Gaultier le Vieux, de Lyon, Sieur de Nèves, de Vienne = Ennemond Gaultier, Denis’ älterer Cousin, der um 1575 bei Vienne (Dauphiné) geboren wurde und am 17. Dezember 1651 in Nèves verstarb). Oft werden Werke auch nur mit "Gaultier" bezeichnet.
Unter den vielen Handschriften, die Werke von Denis Gaultier enthalten, sticht die Prachthandschrift "La Rhétorique des Dieux" (D-Bkk 78 C 12) heraus. Diese Pergamenthandschrift enthält ein formuliertes Programm, lavierte Tuschzeichnungen von Eustaches Le Sueur, Robert Nanteuil und Abraham Bosse und 12 Sektionen für Musik. Diese 12 Sektionen sind in den Kirchentonarten geordnet gemäß Antoine Parrans "Traité de musique théorique et pratique" (Paris, Ballard 1639). Die Bildinhalte von Abraham Bosses Zeichnungen lassen sich ebenfalls auf diese Schrift zurückführen. Der Auftraggeber für diese Handschrift ist Anne-Achille de Chambré.
Der in der Vorrede aufgeführte Plan der Handschrift wurde nicht vollständig ausgeführt. Es fehlen u. a. zwei Bilder, es gibt Umstellungen im Buchblock und eine partielle Neubindung mittels Falzstreifen, es sind nur 62 Stücke in die 108 vorbereiteten Seiten resp. Doppelseiten eingetragen und von diesen nur deren 30 mit Titel versehen. Unter 27 Stücken sind Texte eingetragen, die aus verschiedenen zeitgenössischen Werken über antike Literatur kompiliert wurden. Der Plan sagt, dass unter allen Stücken solche Texte stehen sollten. Darüber hinaus sind Papierblätter eingefügt mit "Accords", die aber keine praxistaugliche Stimmungsanweisung darstellen, sondern sich auf die Modusdarstellungen in den Bildern resp. die folgenden Stücke beziehen.
Die entscheidende Frage aber für die Bewertung der Musikeinträge ist, ob die eingetragenen Fassungen besondere Autorität aufweisen und – wie oft behauptet – aus dem direkten Umkreis von Denis Gaultier oder gar von ihm selbst stammen. Eine direkte Zusammenarbeit zwischen den beiden Notatoren der Tabulatureinräge und Denis Gaultier kann aufgrund stilkritischer Untersuchungen weitgehend ausgeschlossen werden. Somit fällt die besondere Autorisierung, die den Eintragungen traditionellerweise aufgrund der Anlage und Anspruchs der Prachthandschrift erteilt wurde, weg. Neuere Literatur datiert die Tabulatureintragungen auf einen längeren Zeitraum zwischen 1655 und 1660. Dies im Gegensatz zur früheren Datierung des gesamten Codex mit ca. 1652.
Als französischer Hauptvertreter des Style brisé auf der Laute stellt er Affekte in sich öffnenden Strukturen dar, mehrere musikalische Schichten überlagern sich spielerisch. Im Prélude-non-mésuré sind die Töne ohne Takteinteilung und Notenwerte notiert. Einfluss übten die Gaultiers auch auf die Cembalomusik aus, insbesondere auf Johann Jakob Froberger.

## Editionen
- Monique Rollin, François-Pierre Goy: Oeuvres de Denis Gaultier (Corpus des Luthistes Français). Paris (CNRS) 1996 (mit Biographie, Quellenkunde und Konkordanzenliste)
- François Lesure, François-Pierre Goy (Hrsg.): Denis Gaultier. La Rhétorique des Dieux. ca. 1652, Faksimile, Genf (Minkoff) 1991
- David Joseph Buch (Hrsg.): La Rhétorique des Dieux. Faksimile, Madison (A-R Editions) 1990 (eingeschränkte Vorschau in der Google-Buchsuche).

## Medien
La Rhétorique des Dieux: Appolon orateurⓘ